# トム・レパード
トム・レパード（Tom Leppard、1935年10月14日 - 2016年6月12日）は、イギリス生まれの軍人である。
トム・ウールドリッジ（Tom Wooldridge）として生まれ、豹男（Leopard Man）またはスカイ島の豹男（Leopard Man of Skye ）としても知られる。
かつてギネス世界記録によって世界で最もタトゥーを入れている男性とされ、後に最もタトゥーを入れている高齢者として認定された。彼は広範囲にわたる身体改造に5,500ポンドを費やしたと言われており、そのせいで彼の肌はほぼ完全に豹のような色の模様で覆われているが、彼は豹とのつながりを感じておらず、タトゥーアーティストが大規模に施しやすいという理由だけでその模様を選んだと述べている。レパードはローマカトリック教徒であった。

## 生涯
| トム・レパード | トム・レパード                                     |
| -------------- | -------------------------------------------------- |
| 国籍           | イギリス                                           |
| 他の名前       | ヒョウ男、スカイ島のヒョウ男、トム・ウールドリッジ |
| 称号           | かつて世界で最もタトゥーを入れた男                 |

ローデシア特殊部隊の軍曹など28年間の軍務を終えた後、 ロンドンからスコットランドのスカイ島にある設備の整っていない小さな廃屋（小屋）に移り、2008年まで20年間隠遁生活を送った。
週に1度、カヤックで本土まで行き、物資を買ったり、年金や食料品を受け取ったりしていた。
その後、スカイ島のブロードフォードにあるもっと大きな家に移り、その後インヴァネス市郊外の老人ホームで保護された住居に住み始めた。
ギネス世界記録に認定された「最もタトゥーを入れている男性」の座はラッキー・ダイアモンド・リッチに抜かれたが、 「最もタトゥーを入れている男性高齢者」に選ばれるという栄誉も与えられた。
彼は2016年6月12日に80歳で亡くなった。
彼の死後、彼の称号は身体の97.5%が入れ墨で覆われているチャールズ・ヘルムケに引き継がれた。